# Fusifilum
Fusifilum is een geslacht uit de aspergefamilie. De soorten komen verspreid voor in zuidelijk Afrika.

## Soorten
- Fusifilum bruce-bayeri
- Fusifilum capitatum
- Fusifilum crenulatum
- Fusifilum depressum
- Fusifilum emdeorum
- Fusifilum gifbergense
- Fusifilum glaucum
- Fusifilum hei
- Fusifilum magicum
- Fusifilum minus
- Fusifilum oliverorum
- Fusifilum papillosum
- Fusifilum physodes
- Fusifilum spirale
- Fusifilum stoloniferum